# Filesi
Filesi (en llatí Philesius, en grec antic Φιλήσιος) fou un militar aqueu que va formar part de l'Expedició dels deu mil, l'exèrcit mercenari reclutat per Cir el Jove.
Després de la captura a traïció de Clearc d'Esparta i altres generals per Tisafernes, va ser escollit en el lloc de Menó de Larissa. Quan els deu mil, cansats d'esperar la tornada de Quirísop d'Esparta, van decidir passar a Trebisonda, Filesi i Sofenet, els generals més antics, van ser designats per a embarcar amb els vells, les dones i les criatures. A Cotiora va ser un dels que va atacar a Xenofont per haver revelat el secret del projecte de fundació d'una colònia grega a la costa de l'Euxí sense fer un anunci públic. En aquest mateix lloc una cort organitzada per jutjar la conducta dels generals va condemnar a Filesi a una multa de 20 mines per deficiències en les càrregues dels vaixells amb què l'exèrcit s'havia traslladat des de Trapezus, ja que n'havia estat nomenat comissari. A Bizanci, després que Xenofont hagués calmat el tumult organitzat entre els mercenaris per la traïció d'Anaxibi, Filesi va ser un dels que va ser enviats amb un missatge conciliador.